# НАСДАК
НАСДАК (от английски: NASDAQ, National Association of Securities Dealers Automated Quotation, Автоматизирани котировки на Националната асоциация на дилърите по ценни книжа) е американски извънборсов пазар в Ню Йорк, специализиран за акциите на високотехнологични компании – производство на хардуер, софтуер и др.
Тя е една от 3-те основни фондови борси на САЩ (заедно с Нюйорксата фондова борса и Американската фондова борса).
НАСДАК е подразделение на Службата за регулиране на отрасъла за финансови услуги (FINRA – Financial Industry Regulatory Authority) (в миналото – NASD) и се контролира от Комисията по търговия с ценни книжа и борси (на английски: Securities and Exchange Commission, SEC). Собственик на борсата е американската компания НАСДАК О Ем Екс Груп, която, освен НАСДАК, притежава още 8 европейски борси.

## Индекси НАСДАК
На НАСДАК се котират акциите не само на високотехнологични компании, затова се появи цяла система от индекси, където всеки отразява ситуацията в съответния сектор на икономиката. В момента има тринадесет такива индекса, в основата на които лежат котировки на ценни книжа, търгувани в електронната система НАСДАК.

### Nasdaq Composite
Индексът Nasdaq Composite включва акции на всички компании, които се котират на фондовата борса НАСДАК (общо над 5000). Пазарната стойност се изчислява по следния начин: общият брой на акциите на компанията се умножава по текущата пазарна стойност на една акция.

### Nasdaq-100
Nasdaq-100 включва 100-те най-големи по капитализация компании, акциите на които се търгуват на борсата НАСДАК. В индекса не се включват компаниите от финансовия сектор. Към 2021 г. 57% от Nasdaq-100 са технологични компании. На борсата НАСДАК фонд под тикера QQQ с висока точност повтаря динамиката на Nasdaq-100.

### Други индекси
- NASDAQ Bank Index — за компании от банковия сектор
- NASDAQ Biotechnology Index — за медицински и фармацевтични компании
- NASDAQ Computer Index — за компании, разработващи софтуер и хардуер за компютри
- NASDAQ Financial Index — за компании от финансовия сектор, с изключение на банки и застрахователни компании
- NASDAQ Industrial Index — за индустриални компании
- NASDAQ Insurance Index — за застрахователни компании
- NASDAQ Telecommunications Index — за телекомуникационни компании.